# Lucas Mallada y Pueyo
Lucas Mallada y Pueyo (Osca, 18 d'octubre de 1841 - Madrid, 7 de febrer de 1921) va ser un enginyer de mines, geòleg i escriptor aragonès. És considerat el fundador de la paleontologia espanyola.

## Biografia
Va néixer en el número 2 del carrer de San Orencio d'Osca el 18 d'octubre de 1841. En la façana de la seva casa natal es va instal·lar una placa de marbre el 3 de maig de 1925, en recordatori del seu naixement, sufragada per l'Ajuntament d'Osca, l'Acadèmia de Ciències de Saragossa i diverses associacions científiques d'àmbit nacional a les quals va pertànyer l'homenatjat.

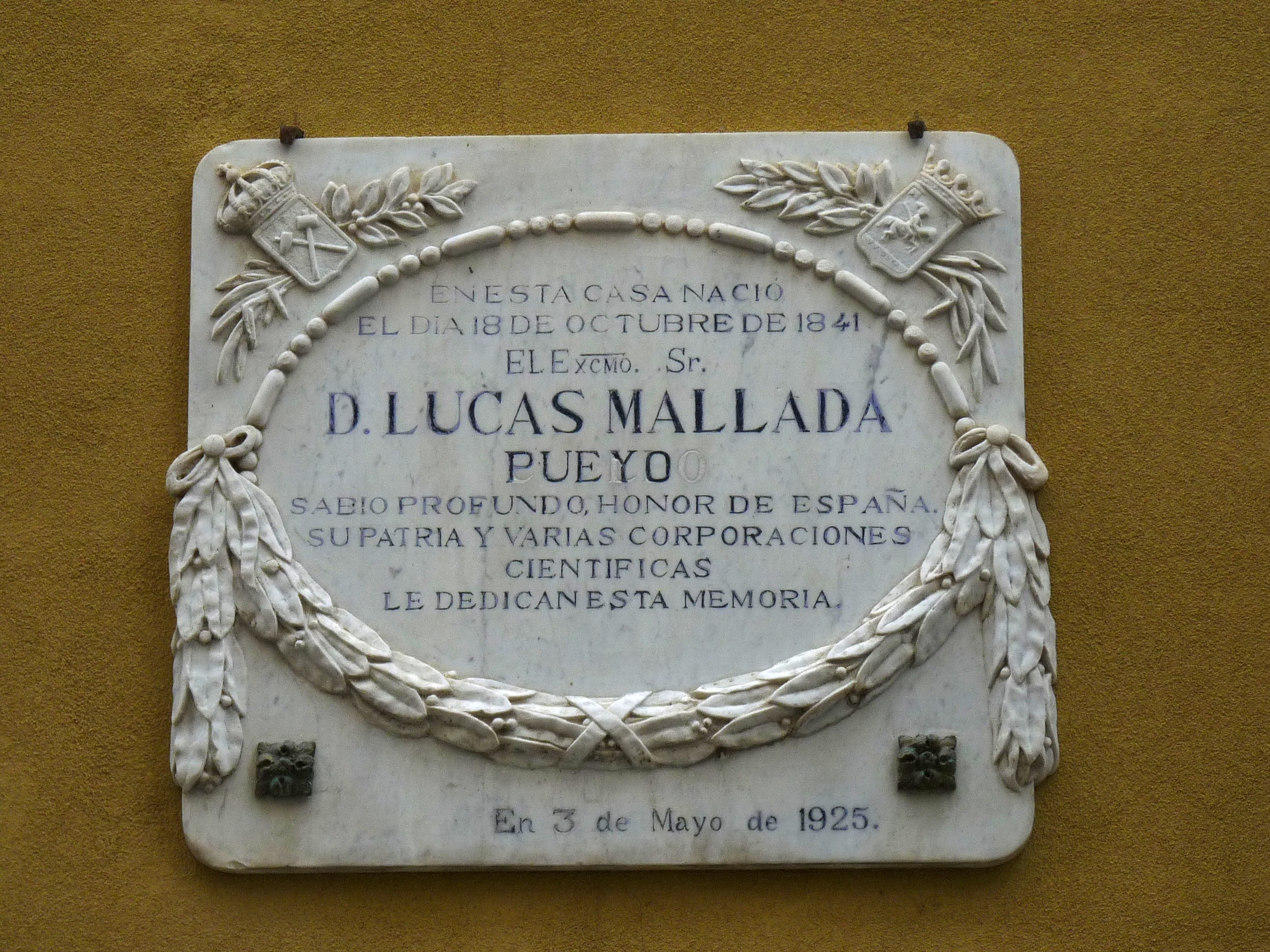
Placa commemorativa col·locada a la casa natal a Osca.

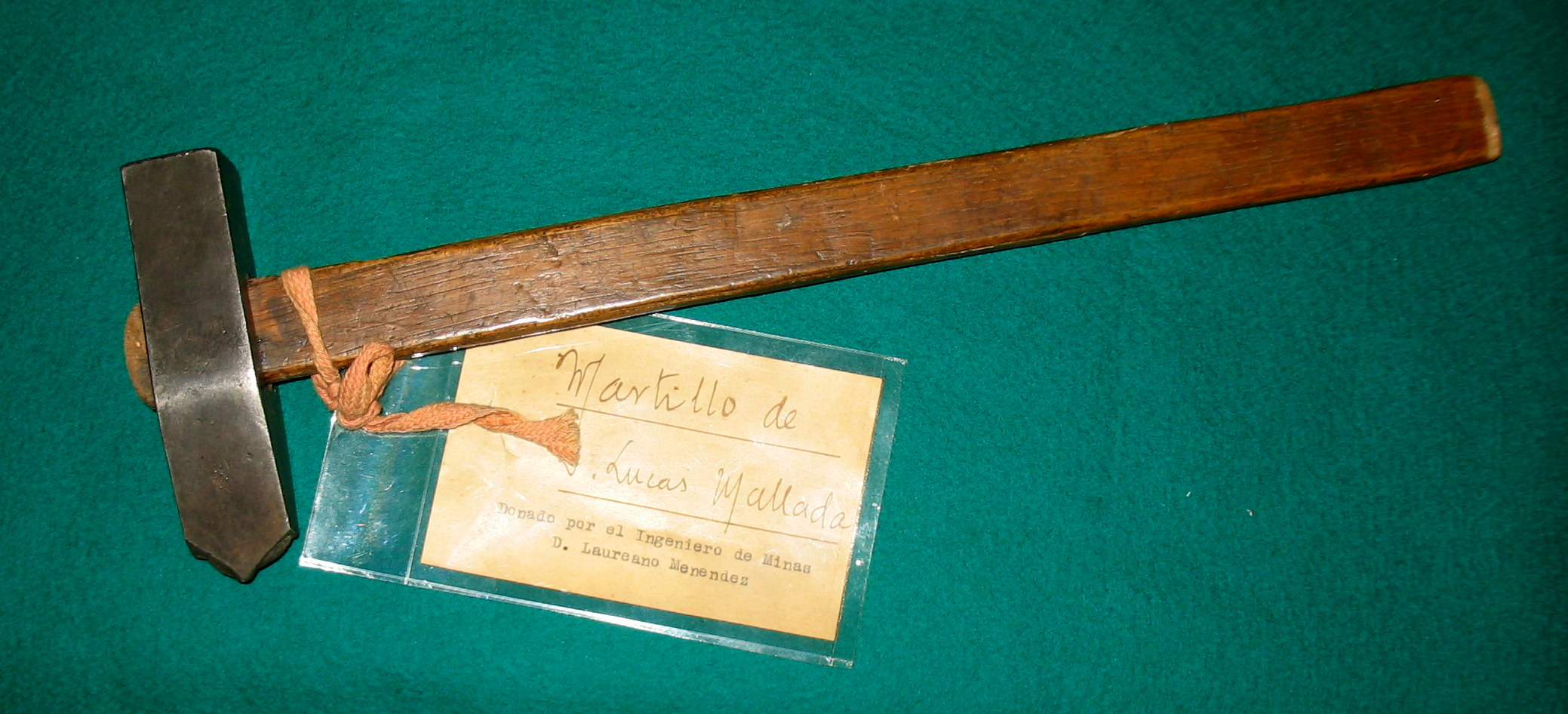
Martell de geòleg de Lucas Mallada. Col·lecció IGME.

Va ser fill de Manuel Mallada, nascut a Lupiñén, i de María Pueyo, natural de Permisán, pobles tots dos de la província d'Osca. El seu pare treballava com a empleat de la Secretaria de l'Ajuntament d'Osca.
Als set anys es trasllada amb la seva família a Saragossa. Allí va acabar el batxillerat en 1859 amb qualificacions més aviat discretes. En complir 19 anys el seu pare aconsegueix una plaça de mestre a Madrid i es trasllada tota la família allí; Lucas comença la carrera d'Enginyeria de Mines, que va acabar en 1866 després de repetir un curs. Va fer les seves pràctiques en les mines de mercuri d'Almadén i a l'abril de 1867 va a Oviedo, on romandrà dos anys ensenyant a l'escola de capatassos de Llangréu i inspeccionant-hi les mines carboníferes. Després passa un any recorrent les serres de Terol a la recerca de noves mines i avaluant les ja obertes. En 1870 és escollit per formar part de la comissió encarregada de la realització del Mapa geológico de España, publicat en 1889. Li van tocar a ell les províncies de Toledo, Càceres, Còrdova, Osca, Navarra, Jaén, Tarragona, Lleó, Navarra, Palència i la supervisió general. Aquesta magna obra el farà viatjar arreu del país. En 1878 contreu matrimoni amb Concepción Domingo y Roca, de la qual tindrà dues filles. Entre 1880 i 1890 publica gran quantitat d'articles sobre temes científics, econòmics, polítics i socials i les seves idees desperten el moviment conegut com a regeneracionisme. En 1880 és nomenat catedràtic de Paleontologia a l'Escola de Mines; va resumir els seus coneixements a Catálogo de las especies fósiles encontradas en España i Sinopsis de las especies fósiles. Va tenir com a deixeble Florentino Azpeitia y Moros.
Fou proposat per a ministre i alcalde de Madrid, però rebutja aquests honors, si bé creu convenient informar de les seves idees al rei en les seves famoses Cartas aragonesas dedicadas a Su Majestad. La seva obra Los males de la patria y la futura revolución española (1890) va exercir una notable influència en els components de la Generació del 98. En 1897 va publicar l'article «La futura revolución española», a Revista Contemporánea. El 1903 mor la seva dona. De salut infringida, es jubila el 1910, mor el 7 de febrer de 1921 i és enterrat discretament, com havia desitjat en el seu testament. Va rebre les grans creus d'Isabel la Catòlica i Alfons XII.

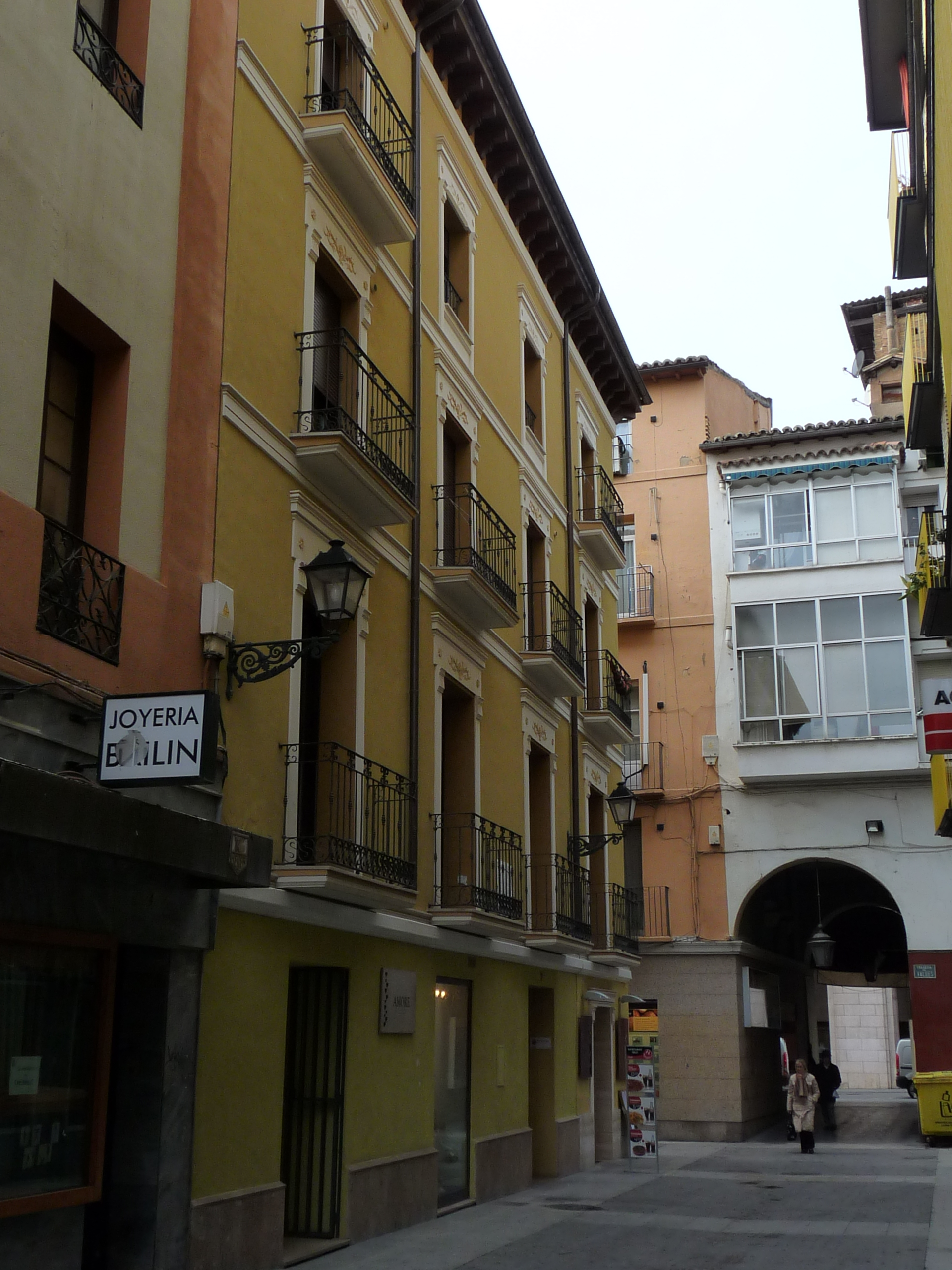
Casa natal a Osca.

## Obra
- Mallada, L. 1882a. Causas de la pobreza de nuestro suelo. Boletín de la Sociedad Geográfica de Madrid, XII, 2, 89-109; XII, 4, 275-280; XII, 4, 273-307.
- Mallada, L. 1882b. Causas físicas y naturales de la pobreza de nuestro suelo. Boletín de la Institución Libre de Enseñanza, Madrid, 118, 1-4; 119, 18-20; 121, 44-46, 124, 78-79.
- Mallada, L. 1882-1883. La riqueza mineral de España. El Progreso, Madrid - 90 artículos desde el 1.01.1882 al 5.05.1883.
- Mallada, L. 1890. Los Males de la Patria y la futura revolución española. Consideraciones generales acerca de sus causas y efectos. Primera parte: Los Males de la Patria. Tipografía de Manuel Ginés Hernández, Madrid, 359 pp.
- Mallada, L. 1897-1898. La futura revolución española. Revista Contemporánea, CVI, 632-637; CVII, 53-59; 141-147; 488-497; 622-629; CVIII, 291-298; 495-503; CXI, 5-11. Madrid.
- Mallada, L. 1905. Cartas Aragonesas dedicadas a S.M. el Rey Alfonso XIII (q.D.g.). Est. Tip. de la Viuda e Hijos de M. Tello, Madrid, Cuaderno 1, 1-80.
- Mallada, L. 1969. Los Males de la Patria. Alianza Editorial (Col. El Libro de Bolsillo), Madrid, 233 pp.